# Hitman 2 (відеогра, 2018)
Hitman 2 — це відеогра в жанрі стелс, розроблена компанією IO Interactive, і видана Warner Bros. Interactive Entertainment для Microsoft Windows, PlayStation 4 та Xbox One. Це сьома гра у серії Hitman, та є продовженням Hitman 2016 року. Вийшла 13 листопада 2018 року і отримала загалом позитивні відгуки.

## Сюжет
Після подій Hitman-а, Агент 47 приймає завдання вполювати таємничого «Тіньового клієнта» та розібратися з його людьми, а також виявити приховану правду про своє минуле.

## Геймплей
Ігровий процес Hitman 2 буде схожий на свого попередника 2016 року. Агент 47 — контрактний вбивця, що працює в Міжнародному контрактному агентстві (ICA), вирушає в різні місця в усьому світі для усунення важливих цілей. У грі шість місій, які відбуваються в шести різних місцях. Одна з місій в грі буде проходити на іподромі в Маямі, де 47-ий повинен вбити одного з водіїв, і її батька магната, поки інший, в Колумбії, змусив його полювати на лідерів місцевого картелю.
Решта чотири місії гри були оголошені 23 жовтня 2018 року. Локаціями будуть: Хоукіс Бей, Мумбаї, передмістя знане як Віттлтон-Крік у Вермонті, і таємничий острів Сгайль в Північній Атлантиці.
У грі представлені казуальні гаджети, які можна використовувати для візуалізації NPC і повторно вводить портфель, який дозволяє гравцеві приховати і носити велике зброю, такі як снайперські гвинтівки, публічно, не викликаючи підозр. Анонс гри супроводжувався випуском кооперативного режиму під назвою Sniper Assassin, доступного відразу тим, хто попередньо замовив Hitman 2. Цей режим також буде присутній в усіх копіях Hitman 2, коли гра буде випущена. У цьому режимі гравцям дають завдання знищити цілі, використовуючи снайперську гвинтівку у встановлений термін. На додаток до Агента 47 гравці можуть грати Кнайтом і Стоуном, обидва з яких мають доступ до унікальних типів боєприпасів.
Як і у випадку з його попередником, Hitman 2 включатиме в себе обмежені за часом місії «Ексклюзивні цілі». Британський актор Шон Бін буде першою ціллю у грі.

## Реліз
Гра була анонсована 7 червня 2018 року під час стріму WB Games. Hitman 2 вийшла 13 листопада 2018 року, хоча ті, хто попередньо замовив золоте видання гри, або колекційне видання, отримали доступ до неї на чотири дні раніше — 9 листопада. На відміну від свого попередника, Hitman 2 не епізодична.
Після виходу, у гри буде два платних розширення, які додають локації, місії, карти снайперів, екіпіровку та зброю. Власники золотого видання отримають обидва розширення безкоштовно, а власники срібного видання отримають тільки перше розширення безкоштовно.
| Вміст            | Вміст                           | Standard Edition | Steelbook Edition (Європа та Австралія) | Silver Edition | Gold Edition | Collector's Edition (Лише для Європи ПК-версія) |
| ---------------- | ------------------------------- | ---------------- | --------------------------------------- | -------------- | ------------ | ----------------------------------------------- |
| Hitman 2         | Hitman 2                        | Так              | Так                                     | Так            | Так          | Так                                             |
| Контент у грі    | Sniper Assassin Mode            | Так              | Так                                     | Так            | Так          | Так                                             |
| Контент у грі    | ICA 19 Blackballer pistol       | Ні               | Ні                                      | Так            | Так          | Так                                             |
| Контент у грі    | Italian black leather briefcase | Ні               | Ні                                      | Так            | Так          | Так                                             |
| Контент у грі    | Expansion 1                     | Ні               | Ні                                      | Так            | Так          | Так                                             |
| Контент у грі    | Main Game Early Access          | Ні               | Ні                                      | Ні             | Так          | Так                                             |
| Контент у грі    | Expansion 2                     | Ні               | Ні                                      | Ні             | Так          | Так                                             |
| Контент у грі    | Concussive rubber duck          | Ні               | Ні                                      | Ні             | Ні           | Так                                             |
| Контент у грі    | Midnight Black suit             | Ні               | Ні                                      | Ні             | Ні           | Так                                             |
| Фізичний контент | Gun case replica                | Ні               | Ні                                      | Ні             | Ні           | Так                                             |
| Фізичний контент | Steelcase                       | Ні               | Так                                     | Ні             | Ні           | Так                                             |
| Фізичний контент | Bullet keyring                  | Ні               | Ні                                      | Ні             | Ні           | Так                                             |
| Фізичний контент | Rubber duck                     | Ні               | Ні                                      | Ні             | Ні           | Так                                             |
| Фізичний контент | Signature coin                  | Ні               | Ні                                      | Ні             | Ні           | Так                                             |

## Відгуки
| Агрегатор  | Оцінка                                 |
| ---------- | -------------------------------------- |
| Metacritic | (PC) 82/100 (PS4) 82/100 (XONE) 84/100 |

Hitman 2 була позитивно оцінена критиками.

### Продажі
Hitman 2 дебютувала на десятому місці в чарті продажів Великої Британії, продавши на 90 % менше копій, ніж Hitman: Absolution.